# Ville-Houdlémont
Ville-Houdlémont é uma comuna francesa na região administrativa de Grande Leste, no departamento de Meurthe-et-Moselle. Estende-se por uma área de 6,09 km². Em 2010 a comuna tinha 678 habitantes (densidade: 111,3 hab./km²).